# Verein für Rasenspiele 1921 Aalen 2015-2016
Questa voce raccoglie le informazioni riguardanti il Verein für Rasenspiele 1921 Aalen nelle competizioni ufficiali della stagione 2015-2016.

## Stagione
Nella stagione 2015-2016 l'Aalen, allenato da Peter Vollmann, concluse il campionato di 3. Liga al 15º posto. In Coppa di Germania l'Aalen fu eliminato al primo turno dal Norimberga.

## Rosa
| N. |                      | Ruolo | Calciatore           |
| -- | -------------------- | ----- | -------------------- |
| 1  | Germania (bandiera)  | P     | Daniel Bernhardt     |
| 4  | Germania (bandiera)  | D     | Oliver Barth         |
| 5  | Germania (bandiera)  | D     | Fabian Menig         |
| 6  | Germania (bandiera)  | C     | Jonatan Kotzke       |
| 7  | Canada (bandiera)    | A     | Randy Edwini-Bonsu   |
| 8  | Finlandia (bandiera) | A     | Mika Ojala           |
| 10 | Germania (bandiera)  | A     | Matthias Morys       |
| 11 | Germania (bandiera)  | A     | Michael Klauß        |
| 13 | Germania (bandiera)  | A     | Gerrit Wegkamp       |
| 15 | Grecia (bandiera)    | C     | Sebastian Vasiliadis |
| 16 | Germania (bandiera)  | D     | Ruben Reisig         |
| 17 | Grecia (bandiera)    | D     | Alexandros Kartalīs  |

| N. |                     | Ruolo | Calciatore            |
| -- | ------------------- | ----- | --------------------- |
| 18 | Germania (bandiera) | D     | Robert Müller         |
| 19 | Germania (bandiera) | C     | Maximilian Welzmüller |
| 20 | Germania (bandiera) | A     | Steffen Kienle        |
| 21 | Germania (bandiera) | D     | Thorsten Schulz       |
| 22 | Germania (bandiera) | D     | Dennis Chessa         |
| 23 | Germania (bandiera) | C     | Nico Zahner           |
| 24 | Germania (bandiera) | C     | Dominick Drexler      |
| 25 | Germania (bandiera) | P     | Oliver Schnitzler     |
| 27 | Germania (bandiera) | D     | Markus Schwabl        |
| 28 | Germania (bandiera) | P     | Marcel Knauss         |
| 29 | Germania (bandiera) | D     | Sebastian Neumann     |

## Organigramma societario
Area tecnica
- Allenatore: Peter Vollmann
- Allenatore in seconda: Christian Gmünder
- Preparatore dei portieri: Timo Reus
- Preparatori atletici: Achim Hägele, Kathrin Heisig

## Calciomercato

### Sessione estiva
| Acquisti | Acquisti            | Acquisti          | Acquisti |
| R.       | Nome                | da                | Modalità |
| -------- | ------------------- | ----------------- | -------- |
| A        | Gerrit Wegkamp      | Bayern Monaco II  |          |
| A        | Randy Edwini-Bonsu  | Kickers Stoccarda |          |
| C        | Dren Hodja          | Schalke 04 II     |          |
| C        | Dwayn Holter        | Greuther Fürth    |          |
| D        | Alexandros Kartalīs | Greuther Fürth    |          |
| P        | Marcel Knauss       | Aalen II          |          |
| D        | Fabian Menig        | Friburgo II       |          |
| A        | Matthias Morys      | Sonnenhof G.      |          |
| D        | Robert Müller       | Wehen Wiesbaden   |          |
| A        | Mika Ojala          | Inter Turku       |          |
| D        | Ruben Reisig        | Aalen II          |          |
| D        | Thorsten Schulz     | Preußen Münster   |          |
| D        | Markus Schwabl      | Unterhaching      |          |

| Cessioni | Cessioni                | Cessioni               | Cessioni |
| R.       | Nome                    | a                      | Modalità |
| -------- | ----------------------- | ---------------------- | -------- |
| A        | Thomas Steinherr        | Unterhaching           |          |
| C        | Andreas Ludwig          | Utrecht                |          |
| A        | Orhan Ademi             | Eintracht Braunschweig |          |
| D        | Arne Feick              | Heidenheim             |          |
| P        | Jasmin Fejzić           | Eintracht Braunschweig |          |
| C        | Jürgen Gjasula          | Greuther Fürth         |          |
| C        | Leandro Grech           | Elversberg             |          |
| D        | André Hainault          | Magdeburgo             |          |
| C        | Andreas Hofmann         | Greuther Fürth         |          |
| C        | Fabio Kaufmann          | Energie Cottbus        |          |
| D        | Lucas Alves             | Bienne                 |          |
| D        | Sascha Mockenhaupt      | Kaiserslautern         |          |
| C        | Felix Nierichlo         | Illertissen            |          |
| C        | Maximilian Oesterhelweg | Elversberg             |          |
| D        | Phil Ofosu-Ayeh         | Eintracht Braunschweig |          |
| A        | Collin Quaner           | Union Berlino          |          |
| D        | Robert Schick           | Wolfsburg II           |          |
| D        | Markus Steinhöfer       | Sparta Praga           |          |

### Sessione invernale
| Acquisti | Acquisti       | Acquisti        | Acquisti |
| R.       | Nome           | da              | Modalità |
| -------- | -------------- | --------------- | -------- |
| C        | Jonatan Kotzke | Wehen Wiesbaden |          |

| Cessioni | Cessioni     | Cessioni          | Cessioni |
| R.       | Nome         | a                 | Modalità |
| -------- | ------------ | ----------------- | -------- |
| C        | Dren Hodja   | Kickers Offenbach |          |
| C        | Dwayn Holter | Fola Esch         |          |

## Risultati

### 3. Liga

#### Girone di andata
| Aalen 25 luglio 2015, ore 14:00 CEST 1ª giornata | Aalen     | 0 – 0 referto | Chemnitz | Scholz-Arena (6 031 spett.)\| Arbitro: \| Jablonski \| |
| Arbitro:                                         | Jablonski |               |          |                                                        |

| Arbitro: | Schriever |

|            |           |           |
| Königs 28’ | Marcatori | 46’ Morys |

| Arbitro: | Alt |

|             |           |  |
| Drexler 67’ | Marcatori |  |

| Stoccarda 23 agosto 2015, ore 14:00 CEST 4ª giornata | Kickers Stoccarda | 0 – 0 referto | Aalen | Gazi-Stadion auf der Waldau (5 450 spett.)\| Arbitro: \| Thomsen \| |
| Arbitro:                                             | Thomsen           |               |       |                                                                     |

| Arbitro: | Koslowski |

|            |           |  |
| Samson 30’ | Marcatori |  |

| Arbitro: | Welz |

|                  |           |               |
| Ojala 41’ (rig.) | Marcatori | 21’ Gardawski |

| Arbitro: | Gerach |

|  |           |                                            |
|  | Marcatori | 7’ Klauß 29’ Ojala 45’ Neumann 56’ Wegkamp |

| Aalen 13 settembre 2015, ore 14:00 CEST 8ª giornata | Aalen | 0 – 0 referto | Holstein Kiel | Scholz-Arena (5 016 spett.)\| Arbitro: \| Brand \| |
| Arbitro:                                            | Brand |               |               |                                                    |

| Arbitro: | Hartmann |

|             |           |                     |
| Sowislo 21’ | Marcatori | 6’ Müller 88’ Morys |

| Arbitro: | Schütz |

|                            |           |                   |
| Drexler 39’, 90’ Ojala 86’ | Marcatori | 14’ Schnellbacher |

| Arbitro: | Siewer |

|                                                 |           |  |
| Tekerci 2’ Hefele 35’ Testroet 52’ Lambertz 62’ | Marcatori |  |

| Aalen 3 ottobre 2015, ore 14:00 CEST 12ª giornata | Aalen | 0 – 0 referto | Preußen Münster | Scholz-Arena (4 833 spett.)\| Arbitro: \| Heft \| |
| Arbitro:                                          | Heft  |               |                 |                                                   |

| Arbitro: | Gerach |

|                       |           |  |
| Schiek 47’ Breier 90’ | Marcatori |  |

| Arbitro: | Aarnink |

|              |           |  |
| Kartalīs 74’ | Marcatori |  |

| Arbitro: | Osmers |

|                                    |           |                        |
| Schoppenhauer 69’ Shapourzadeh 76’ | Marcatori | 74’ Drexler 86’ Kienle |

| Arbitro: | Schult |

|                       |           |                     |
| Morys 38’ Drexler 47’ | Marcatori | 23’ Tyrała 55’ Uzan |

| Arbitro: | Schwermer |

|            |           |  |
| Parker 75’ | Marcatori |  |

| Aalen 28 novembre 2015, ore 14:00 CET 18ª giornata | Aalen      | 0 – 0 referto | Hallescher | Scholz-Arena (5 077 spett.)\| Arbitro: \| Willenborg \| |
| Arbitro:                                           | Willenborg |               |            |                                                         |

| Arbitro: | Günsch |

|                  |           |             |
| Barth 69’ (aut.) | Marcatori | 45’ Neumann |

#### Girone di ritorno
| Arbitro: | Rohde |

|                   |           |             |
| Neumann 2’ (aut.) | Marcatori | 70’ Wegkamp |

| Arbitro: | Skorczyk |

|  |           |                                    |
|  | Marcatori | 9’ (aut.) Menig 28’ (aut.) Schwabl |

| Arbitro: | Siebert |

|                       |           |           |
| Álvarez 29’ Syhre 80’ | Marcatori | 24’ Morys |

| Arbitro: | Ittrich |

|                                  |           |  |
| Morys 72’ Drexler 74’ Kienle 83’ | Marcatori |  |

| Arbitro: | Osmers |

|  |           |                           |
|  | Marcatori | 60’ Soukou 84’ Breitkreuz |

| Arbitro: | Jöllenbeck |

|                      |           |  |
| Ziemer 12’, 73’, 85’ | Marcatori |  |

| Arbitro: | Waschitzki-Günther |

|                                     |           |  |
| Neumann 54’ Wegkamp 65’ Drexler 85’ | Marcatori |  |

| Arbitro: | Mix |

|            |           |  |
| Fetsch 40’ | Marcatori |  |

| Aalen 2 marzo 2016, ore 18:30 CET 28ª giornata | Aalen | 0 – 0 referto | Magdeburgo | Scholz-Arena (4 555 spett.)\| Arbitro: \| Bokop \| |
| Arbitro:                                       | Bokop |               |            |                                                    |

| Arbitro: | Skorczyk |

|  |           |                   |
|  | Marcatori | 27’ (aut.) Lorenz |

| Aalen 11 marzo 2016, ore 19:00 CET 30ª giornata | Aalen  | 0 – 0 referto | Dinamo Dresda | Scholz-Arena (7 512 spett.)\| Arbitro: \| Storks \| |
| Arbitro:                                        | Storks |               |               |                                                     |

| Arbitro: | Zorn |

|  |           |                                 |
|  | Marcatori | 22’ Drexler 37’ (aut.) Schweers |

| Arbitro: | Börner |

|  |           |            |
|  | Marcatori | 62’ Schiek |

| Arbitro: | Günsch |

|          |           |             |
| Hagn 84’ | Marcatori | 17’ Drexler |

| Arbitro: | Hussein |

|  |           |              |
|  | Marcatori | 5’ Benatelli |

| Arbitro: | Waschitzki-Günther |

|                      |           |  |
| Möckel 55’ Aydın 90’ | Marcatori |  |

| Arbitro: | Kempter |

|                                      |           |                        |
| Müller 3’ Ojala 58’ (rig.) Morys 66’ | Marcatori | 14’ Klement 32’ Costly |

| Arbitro: | Cortus |

|                                        |           |           |
| Engelhardt 32’ Pfeffer 39’ Aydemir 49’ | Marcatori | 11’ Menig |

| Arbitro: | Hartmann |

|           |           |                  |
| Ojala 56’ | Marcatori | 33’, 34’ Hilßner |

### Coppa di Germania
| Arbitro: | Steinhaus-Webb |

|                                    |                      |                                        |
| Drexler Schwabl Klauß Kienle Menig | Tiri di rigore 1 – 2 | Behrens Brečko Schöpf Hovland Kutschke |

## Statistiche

### Statistiche di squadra
| Competizione      | Punti | In casa | In casa | In casa | In casa | In casa | In casa | In trasferta | In trasferta | In trasferta | In trasferta | In trasferta | In trasferta | Totale | Totale | Totale | Totale | Totale | Totale | DR |
| Competizione      | Punti | G       | V       | N       | P       | Gf      | Gs      | G            | V            | N            | P            | Gf           | Gs           | G      | V      | N      | P      | Gf     | Gs     | DR |
| ----------------- | ----- | ------- | ------- | ------- | ------- | ------- | ------- | ------------ | ------------ | ------------ | ------------ | ------------ | ------------ | ------ | ------ | ------ | ------ | ------ | ------ | -- |
| 3. Liga           | 44    | 19      | 6       | 8       | 5       | 18      | 14      | 19           | 4            | 6            | 9            | 17           | 26           | 38     | 10     | 14     | 14     | 35     | 40     | -5 |
| Coppa di Germania | -     | 1       | 0       | 1       | 0       | 0       | 0       | 0            | 0            | 0            | 0            | 0            | 0            | 1      | 0      | 1      | 0      | 0      | 0      | 0  |
| Totale            | 44    | 20      | 6       | 9       | 5       | 18      | 14      | 19           | 4            | 6            | 9            | 17           | 26           | 39     | 10     | 15     | 14     | 35     | 40     | -5 |

### Andamento in campionato
| Giornata  | 1 | 2  | 3 | 4 | 5  | 6  | 7 | 8 | 9 | 10 | 11 | 12 | 13 | 14 | 15 | 16 | 17 | 18 | 19 | 20 | 21 | 22 | 23 | 24 | 25 | 26 | 27 | 28 | 29 | 30 | 31 | 32 | 33 | 34 | 35 | 36 | 37 | 38 |
| --------- | - | -- | - | - | -- | -- | - | - | - | -- | -- | -- | -- | -- | -- | -- | -- | -- | -- | -- | -- | -- | -- | -- | -- | -- | -- | -- | -- | -- | -- | -- | -- | -- | -- | -- | -- | -- |
| Luogo     | C | T  | C | T | T  | C  | T | C | T | C  | T  | C  | T  | C  | T  | C  | T  | C  | T  | T  | C  | T  | C  | C  | T  | C  | T  | C  | T  | C  | T  | C  | T  | C  | T  | C  | T  | C  |
| Risultato | N | N  | V | N | P  | N  | V | N | V | V  | P  | N  | P  | V  | N  | N  | P  | N  | N  | N  | P  | P  | V  | P  | P  | V  | P  | N  | V  | N  | V  | P  | N  | P  | P  | V  | P  | P  |
| Posizione | 9 | 10 | 7 | 9 | 12 | 13 | 8 | 8 | 7 | 4  | 6  | 6  | 8  | 6  | 5  | 8  | 9  | 9  | 11 | 11 | 13 | 13 | 13 | 14 | 14 | 12 | 13 | 12 | 11 | 11 | 9  | 11 | 11 | 15 | 15 | 14 | 15 | 15 |

Legenda:

Luogo: C = Casa; T = Trasferta. Risultato: V = Vittoria; N = Pareggio; P = Sconfitta.

### Statistiche dei giocatori
| Giocatore       | 3. Liga  | 3. Liga | 3. Liga     | 3. Liga    | Coppa di Germania | Coppa di Germania | Coppa di Germania | Coppa di Germania | Totale   | Totale | Totale      | Totale     |
| Giocatore       | Presenze | Reti    | Ammonizioni | Espulsioni | Presenze          | Reti              | Ammonizioni       | Espulsioni        | Presenze | Reti   | Ammonizioni | Espulsioni |
| --------------- | -------- | ------- | ----------- | ---------- | ----------------- | ----------------- | ----------------- | ----------------- | -------- | ------ | ----------- | ---------- |
| O. Barth        | 34       | 0       | 4           | 1          | 1                 | 0                 | 1                 | 0                 | 35       | 0      | 5           | 1          |
| D. Bernhardt    | 35       | 0       | 1           | 0          | 1                 | 0                 | 0                 | 0                 | 36       | 0      | 1           | 0          |
| D. Chessa       | 19       | 0       | 4           | 0          | 1                 | 0                 | 0                 | 0                 | 20       | 0      | 4           | 0          |
| D. Drexler      | 31       | 9       | 8           | 0          | 1                 | 0                 | 1                 | 0                 | 32       | 9      | 9           | 0          |
| R. Edwini-Bonsu | 11       | 0       | 0           | 0          | 0                 | 0                 | 0                 | 0                 | 11       | 0      | 0           | 0          |
| D. Hodja        | 2        | 0       | 0           | 0          | 0                 | 0                 | 0                 | 0                 | 2        | 0      | 0           | 0          |
| D. Holter       | 0        | 0       | 0           | 0          | 0                 | 0                 | 0                 | 0                 | 0        | 0      | 0           | 0          |
| A. Kartalīs     | 25       | 1       | 6           | 0          | 1                 | 0                 | 0                 | 0                 | 26       | 1      | 6           | 0          |
| S. Kienle       | 27       | 2       | 3           | 0          | 1                 | 0                 | 0                 | 0                 | 28       | 2      | 3           | 0          |
| M. Klauß        | 28       | 1       | 2           | 1          | 1                 | 0                 | 1                 | 0                 | 29       | 1      | 3           | 1          |
| M. Knauss       | 0        | 0       | 0           | 0          | 0                 | 0                 | 0                 | 0                 | 0        | 0      | 0           | 0          |
| J. Kotzke       | 15       | 0       | 1           | 0          | 0                 | 0                 | 0                 | 0                 | 15       | 0      | 1           | 0          |
| F. Menig        | 34       | 1       | 3           | 0          | 1                 | 0                 | 0                 | 0                 | 35       | 1      | 3           | 0          |
| M. Morys        | 33       | 6       | 6           | 0          | 1                 | 0                 | 0                 | 0                 | 34       | 6      | 6           | 0          |
| R. Müller       | 26       | 2       | 7           | 0          | 1                 | 0                 | 0                 | 0                 | 27       | 2      | 7           | 0          |
| S. Neumann      | 33       | 3       | 4           | 0          | 0                 | 0                 | 0                 | 0                 | 33       | 3      | 4           | 0          |
| M. Ojala        | 21       | 5       | 2           | 0          | 1                 | 0                 | 0                 | 0                 | 22       | 5      | 2           | 0          |
| R. Reisig       | 4        | 0       | 0           | 0          | 0                 | 0                 | 0                 | 0                 | 4        | 0      | 0           | 0          |
| O. Schnitzler   | 4        | 0       | 0           | 0          | 0                 | 0                 | 0                 | 0                 | 4        | 0      | 0           | 0          |
| T. Schulz       | 29       | 0       | 10          | 1          | 1                 | 0                 | 0                 | 0                 | 30       | 0      | 10          | 1          |
| M. Schwabl      | 37       | 0       | 6           | 0          | 1                 | 0                 | 0                 | 0                 | 38       | 0      | 6           | 0          |
| S. Vasiliadis   | 8        | 0       | 2           | 0          | 0                 | 0                 | 0                 | 0                 | 8        | 0      | 2           | 0          |
| G. Wegkamp      | 25       | 3       | 0           | 0          | 0                 | 0                 | 0                 | 0                 | 25       | 3      | 0           | 0          |
| M. Welzmüller   | 34       | 0       | 6           | 0          | 1                 | 0                 | 0                 | 0                 | 35       | 0      | 6           | 0          |
| N. Zahner       | 4        | 0       | 0           | 0          | 0                 | 0                 | 0                 | 0                 | 4        | 0      | 0           | 0          |